# Kousenmakers (Brugge)
De kousenmakers vormden in Brugge een ambacht, ondergeschikt aan het ambacht van de kleermakers.

## Geschiedenis
De kousenmakers, ook coussenscheppers genaamd, hadden als activiteit het vervaardigen van gebreide sokken en kousen. De wol of de saai die ze verwerkten moest vooraf door hun deken geïnspecteerd en goedgekeurd worden. Voor het vervaardigen van hun producten mochten ze geen geweven laken gebruiken.
De kousenmakers werden bestuurd door een deken en een paar 'vinders'. De voorwaarden voor het verkrijgen van het meesterschap en hierdoor van het lidmaatschap waren:
- poorter van de stad Brugge zijn,
- beroepsbekwaamheid aantonen, na twee jaar leertijd,
- het beroep daadwerkelijk uitoefenen,
- de vereiste financiële lasten voldoen.

Zonen van kousenmakers konden al op vijftienjarige leeftijd meester worden. 
Alleen de meesters waren lid van het ambacht, maar het bestuur had ook rechtsmacht over de gezellen en de knapen. Het bestuur werd jaarlijks herkozen.
Het ambacht, zonder dat we over een precieze stichtingsdatum beschikken, dateert al minstens van het begin van de veertiende eeuw. 
Het bleef als ambacht bestaan tot in 1795, ook al was dit, zeker in de achttiende eeuw, eerder op een laag pitje.
De kousenmakers hielden aanvankelijk hun godsdienstige bijeenkomsten in de kapel van de paters recollecten, maar in 1454 verhuisden ze naar de Sint-Salvatorskerk, waar ze in 1515 hun eigen zijkapel kregen. Het ging om de nieuwgebouwde kapel, gewijd aan de heiligen Blasius en Gislenus, tegenwoordig de kapel van het kapittel van kanunniken. In 1551 kwam het ambacht ook nog voor de helft tussen in de kosten van het gewelf voor de Barbarakapel. Het wapenschild van de kousenmakers bestond uit de afbeelding van een been, verondersteld bekleed met een kous.
Van dit ambacht zijn weinig documenten bewaard, zodat minder bekend is dan over de homologe ambacht van de oudkleerkopers.